# Резина (Унгенский район)
Резина (рум. Rezina) — село в Унгенском районе Молдавии. Наряду с сёлами Манойлешты, Новая Николаевка и Вульпешты входит в состав коммуны Манойлешты.

## География
Село расположено на высоте 128 метров над уровнем моря.

## Население
По данным переписи населения 2004 года, в селе Резина проживает 905 человек (460 мужчин, 445 женщин).
Этнический состав села:
| Национальность | Число жителей | Процентный состав |
| -------------- | ------------- | ----------------- |
| молдаване      | 896           | 99,01             |
| украинцы       | 5             | 0,55              |
| русские        | 2             | 0,22              |
| румыны         | 2             | 0,22              |
| Всего          | 905           | 100 %             |